# (36331) 2000 MN5
2000 MN5 (asteroide 36331) é um asteroide da cintura principal. Possui uma excentricidade de 0.23233520 e uma inclinação de 2.17371º.
Este asteroide foi descoberto no dia 26 de junho de 2000 por LINEAR em Socorro.